# Synemosyna magniscuti
Synemosyna magniscuti är en spindelart som beskrevs av Cândido Firmino de Mello-Leitão 1939. Synemosyna magniscuti ingår i släktet Synemosyna och familjen hoppspindlar. Inga underarter finns listade i Catalogue of Life.